# Julius Hermann Besser
Julius Hermann Besser (* 17. Juli 1807 in Zeitz; † 25. Dezember 1895 in Dresden) war ein deutscher Verwaltungsbeamter und Parlamentarier.

## Leben
Julius Hermann Besser studierte Rechtswissenschaften an den Universitäten Halle und Leipzig. 1827 wurde er Mitglied des Corps Saxonia Halle. 1828 schloss er sich dem Corps Saxonia Leipzig an. Nach dem Studium trat er in den preußischen Staatsdienst ein und wurde Regierungsreferendar in Merseburg. 1838 bestand er das Regierungsassessor-Examen. Zunächst beim Regierungspräsidium in Münster tätig, wurde er 1840 zur Regierung in Posen versetzt. 1849 übernahm er die kommissarische Verwaltung des Landratsamts Birnbaum und wurde zum Regierungsrat ernannt. 1850 wurde er in das Regierungskollegium in Posen berufen. 1860 wechselte er zur Regierung in Potsdam. 1879 wurde er pensioniert.
Besser war 1850 Mitglied des Volkshauses des Erfurter Unionsparlaments. Er war Abgeordneter des 9. Wahlbezirks der Provinz Posen (Birnbaum, Meseritz) und gehörte der Fraktion der Bahnhofspartei an.

## Auszeichnungen
- Ernennung zum Ehrenmitglied des Corps Saxonia Halle[2]
- Ernennung zum Ehrenmitglied des Corps Saxonia Leipzig[3]
- Ernennung zum Geheimen Regierungsrat